# Алексей Попирин
Алексей Попирин (на английски: Alexei Popyrin) е австралийски тенисист. 

## Биография
Алексей Попирин е роден на 5 август 1999 г. в Сидни, Австралия, в семейството на руски емигранти Алекс и Елена. Той има брат Антъни и две сестри Соня и Анна. Брат му играе университетски тенис в християнския университет в Аризона.

## Кариера
Алексей Попирин достига най-високо класиране на сингъл на ATP, до номер 23 в света, на 12 август 2024 г. Има най-високо класиране на двойки на ATP, до номер 235, постигнато на 27 юни 2022 г. В момента е номер 2 за Австралия на сингъл.. Печели три титли на сингъл от ATP тур, включително Канада Оупън ое сериите Мастърс 1000. 

## Кариерна статистика

#### Титли натурнири от сериите Мастърс(1)
| година | турнир       | съперник във финала | резултат |
| ------ | ------------ | ------------------- | -------- |
| 2024   | Канада Оупън | Андрей Рубльов      | 6–2, 6–4 |

### ATP финали (3 титли; 3 финала)
|        | П–З | Година | Турнир         | Клас         | Настилка   | Опонент            | Резултат           |
| ------ | --- | ------ | -------------- | ------------ | ---------- | ------------------ | ------------------ |
| Победа | 1–0 | 2021   | Сингапур Оупън | 250 серии    | Твърда (з) | Александър Бублик  | 4–6, 6–0, 6–2      |
| Победа | 2–0 | 2023   | Хърватия Оупън | 250 серии    | Твърда (з) | Станислас Вавринка | 6–7(5–7), 6–3, 6–4 |
| Победа | 3–0 | 2024   | Канада Оупън   | Мастърс 1000 | Твърда     | Андрей Рубльов     | 6–2, 6–4           |